# Templo Vadakkunnathan
El templo Vadakkunnathan (malayalam: വടക്കുന്നാഥൻ ക്ഷേത്രം), también conocido como Tenkailasam (tamil: தென் கைலாயம்) y Vrshabhacalam (sánscrito: ऋषभाचलम् ), es un antiguo templo hindú dedicado a Shivá en la ciudad de Thrissur, del estado de Kerala en la India. Este templo es un ejemplo clásico de la arquitectura de Kerala con gopurams en sus cuatro lados, además de un kuttambalam. Las pinturas murales que se encuentran en su interior representan diversos episodios del Majabhárata. Los santuarios y los kuttambalam están tallados en madera. El templo, junto a las pinturas murales, se ha declarado monumento nacional por parte de la India en virtud de los antiguos monumentos y yacimientos arqueológicos de los que forma parte. De acuerdo a una tradición local popular, el templo fue el primero construido por Parasurama, el sexto avatar de Visnú. El parque Thekkinkadu Maidan, que rodea el templo Vadakkunnathan es la sede principal del Thrissur Pooram. A los no hindúes no se les permite entrar en el templo.
En 2012, el Servicio Arqueológico de la India ha recomendado 14 lugares, entre los que se encuentra el templo Vadakkumnathan, para incluir en la lista de Patrimonio de la Humanidad por la UNESCO.

## Historia
La construcción del templo se llevó a cabo por Perumthachan durante el siglo VII, por lo que el templo tiene una antigüedad de 1300 años. Según el historiador malayalam V. V. K. Valath, el templo era kavu. Tiempo después, el templo estuvo bajo la influencia del budismo, el jainismo y el visnuismo. Los únicos templos mayores corresponden al templo Koodalmanikyam, Kodungallur Bhagavathy y el templo Ammathiruvadi, en Urakam, distrito de Malappuram.

## Características
El templo está situado en el parque Thekkinkadu Maidan, un altozano en el centro de ciudad de Thrissur y está rodeado por una pared de piedra que incluye un área de 9 acres (36 000 m²). Dentro de esta fortaleza, se encuentran cuatro gopurams por cada uno de sus lados. Entre el templo interior y sus paredes exteriores, se encuentra un gran espacio, donde las entradas se ubican en el este y el oeste, mientras que las ubicadas en el norte y en el sur no se encuentran abiertas al público. El templo interior está separado del exterior por una amplia pared de granito circular a través de una amplia galería llamada chuttambalam. La entrada en el templo interior se realiza por un paso de la galería.

## Deidad

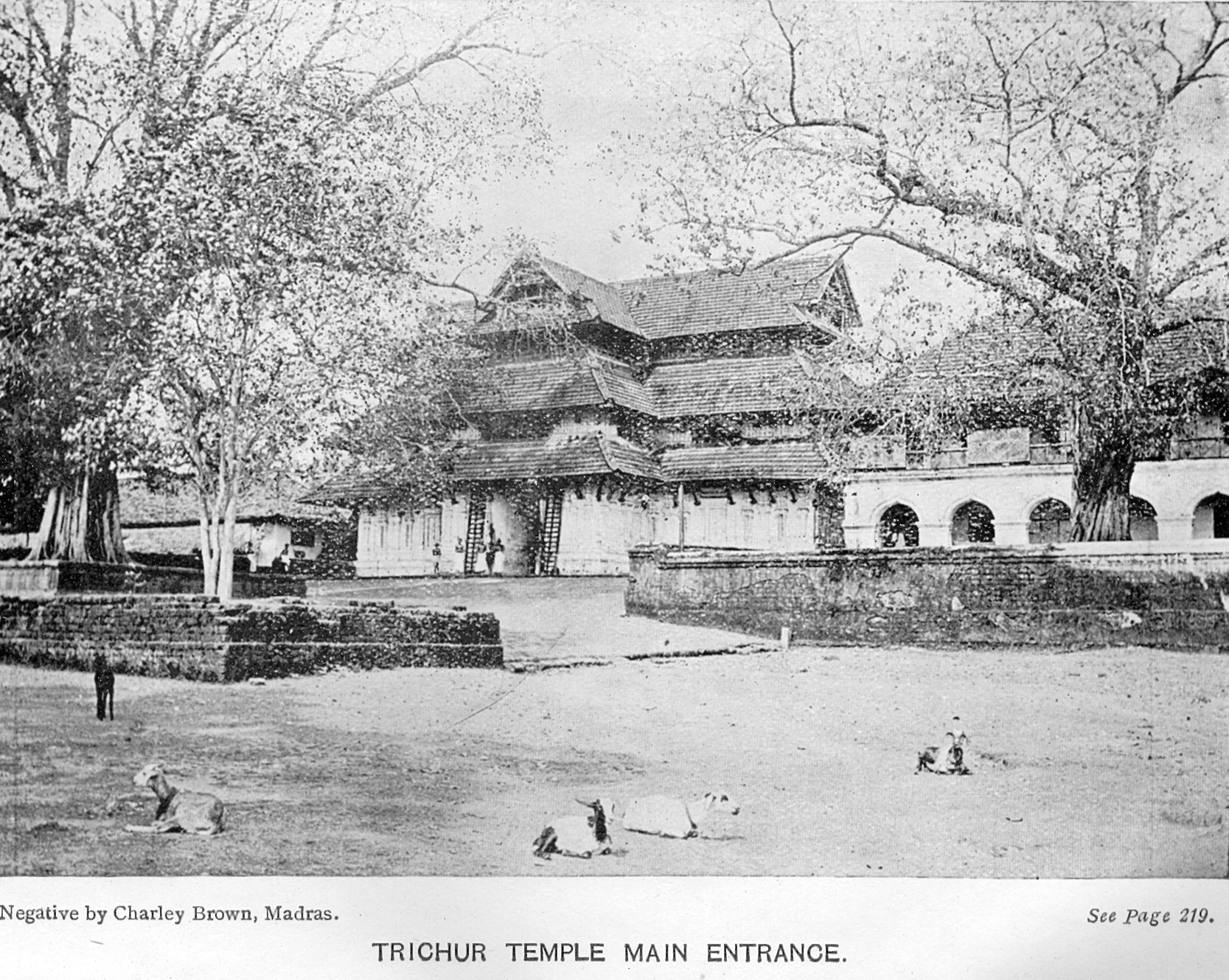
Antigua fotografía de la entrada del templo en 1913

La estatua de Shivá se encuentra en forma de un enorme lingam y no se encuentra visible al público. Está cubierto bajo una capa de ghee formado por el abhishekam tras el transcurso de los años. Un devoto examina el santuario en el que únicamente se puede observar hasta 16 pies de alto (4,9 m)  ya que la capa de ghee no lo permite. El templo Vadakkunnathan es el único donde el lingam no es visible.

## Arquitectura
Murales [editar] 
El templo es famoso por la rareza de los murales del templo, donde, tanto en el Vasukishayana como en el Nataraja son de gran importancia y, hoy en día, se adoran.
El templo también contiene un museo de pinturas murales antiguas, talladas en madera y antiguas obras de arte.
Un estudio realizado por el Servicio Arqueológico de la India sobre dos pinturas en el templo ha puesto de manifiesto que se tratan de obras de 350 años de antigüedad.

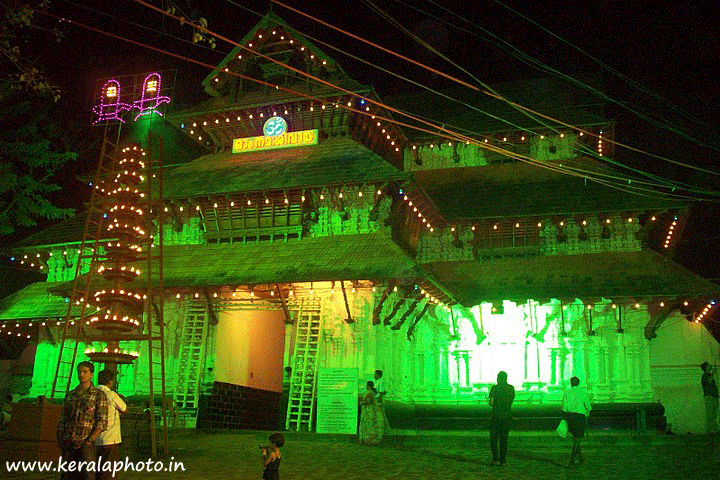
El templo Vadakkunnathan iluminado

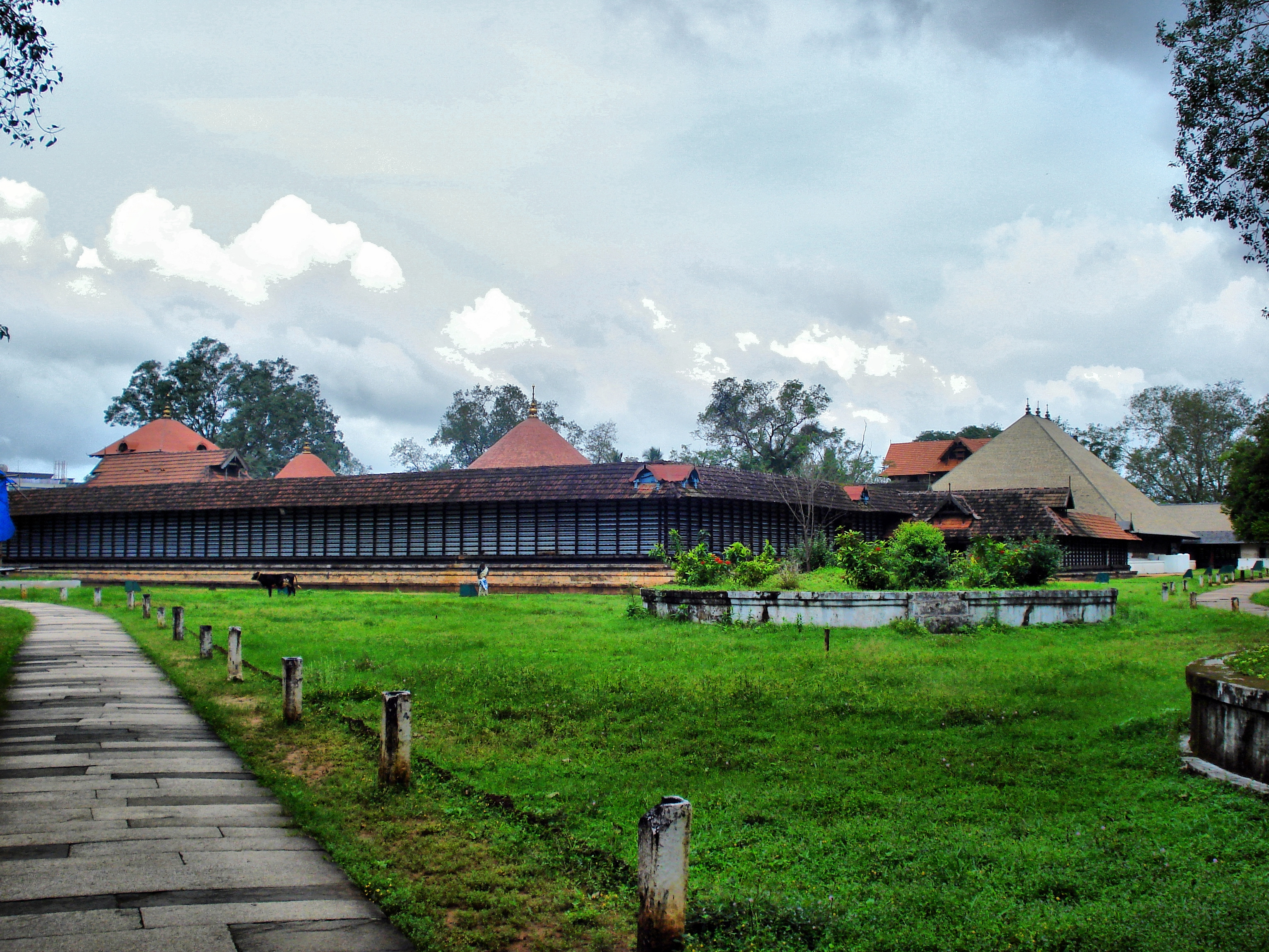
El Koothambalam desde el templo Vadakkunnathan